# Simon Kuznets
Simon Smith Kuznets, född 30 april 1901 i Pinsk, Kejsardömet Ryssland, död 8 juli 1985 i Cambridge, var en rysk-amerikansk nationalekonom och statistiker som belönades med Sveriges Riksbanks pris i ekonomisk vetenskap till Alfred Nobels minne 1971.

## Biografi
Kuznets föddes i Pinsk (då i Ryssland, numera i Belarus), men bodde i Charkov (numera i Ukraina) under sina skolår. 1922 emigrerade han till USA, 15 år efter sin far som bytt efternamn till Smith, medan Simon Kuznets föredrog att behålla namnet Kuznets. Han började studera vid Columbia University där han i snabb takt tog bachelor-, master- och doktorsexamina, den sistnämnda 1926. 1927 började han arbeta vid National Bureau of Economic Research (NBER) som grundats av Wesley Mitchell, hans handledare vid Columbia.
Efter sitt arbete vid NBER var Kuznets verksam vid University of Pennsylvania (1930–1954), Johns Hopkins University (1954–1960) och Harvard University (1960–1971). Han valdes till ordförande för American Statistical Association 1949 och för American Economic Association 1954. Den 22 maj 1963 invaldes han som utländsk ledamot av svenska Vetenskapsakademien.

## Insatser inom nationalekonomin
Kuznets gjorde insatser inom olika delar nationalekonomin. Vid NBER gjorde han banbrytande insatser i sina studier av USA:s nationalinkomst och mer allmänt gällande ekonomiska tidsserier vilket ledde till bredare studier av ekonomisk tillväxt i olika länder. Hans studie av USA:s nationalinkomst baserat på statistik från 1869 och framåt hade ett tidsperspektiv som var längre än vad som tidigare använts i någon nationalekonomisk studie. Dessa arbete ledde till metoder för att beräkna ett lands inkomst och förändringar i denna inkomst och standardiserade på så sätt begreppet bruttonationalprodukt (BNP).
Kuznets analyserade också svängningar i ekonomisk tillväxt över långa tidsperioder och hur dessa berodde på befolkningstillväxten. Dessa cykliska variationer kallas numera Kuznetscykler.

Kuznetskurvan

Han utvecklade också en teori om förhållandet mellan ekonomisk ojämlikhet och ekonomisk utveckling som publicerades i en första version 1955. Huvudpunkten i hans teori illustreras med den så kallade Kuznetskurvan, som visar hur ojämlikheten först går upp och därefter minskar, och som är den del av hans arbete som är mest känd av den breda allmänheten. Från slutet av 1980-talet och framför allt från tidigt 2000-tal har Kuznetskurvan kommit att kritiseras, bland annat för att nyare data indikerar att den ekonomisk ojämlikheten åter har ökat i många länder. En av de mest framträdande kritikerna är Thomas Piketty.
I sin forskning betonade Kuznets komplexiteten i ekonomiska data genom att påpeka att pålitliga resultat alltid kräver många observationer. Han påpekade också begränsningarna i enkla ekonomiska modeller som bygger på enbart en viss fas av historisk erfarenhet, och att en tillförlitlig ekonomisk modell måste ta hänsyn till befolkningsstruktur, tekniknivå, arbetskraftens kvalitet, den politiska strukturen, handel och marknader.  Baserat på den statistik han samlade in, påpekade han hur lite av den ekonomiska tillväxten som kunde förklaras av ackumulering av arbetskraft och kapital, vilket bröt med synsättet vid denna tid.
Kuznets belönades med Sveriges Riksbanks pris i ekonomisk vetenskap till Alfred Nobels minne 1971. Prismotiveringen löd "för hans empiriskt baserade tolkning av ekonomisk tillväxt som lett till ny och fördjupad insikt i den ekonomiska och sociala strukturen och utvecklingsprocessen". Kuznetskurvan var inte en del av prismotiveringen utan han fick priset för sina tidigare forskningsinsatser.